# Pałac Biskupi w Lublinie
Pałac Biskupi – pałac w Lublinie, znajdujący się przy ulicy Prymasa Stefana Wyszyńskiego. Kompleks składa się z dwóch budynków połączonych ze sobą kaplicą. Jeden z nich jest siedzibą Kurii Metropolitalnej, w drugim rezyduje arcybiskup. Powstał jako rezydencja szlachecka, a w ręce kurii biskupiej, wraz z sąsiednim pałacem Konsystorskim, dostał się w drugiej połowie XIX stulecia.

## Historia
Pałac powstał w drugiej połowie XVIII wieku. Często zmieniał swoich właścicieli. Byli nimi między innymi Miączyńscy, Łańcuchowscy, pułkownik wojsk polskich Zawidzki. Przez pewien okres był własnością rządu carskiego – mieściło się w nim wtedy pocztowe biuro gubernialne. Od końca XVIII wieku oba pałace należą do jednego właściciela. Od 1817 do 1822 roku tym właścicielem było Towarzystwo Wolnych Mularzy, a pałacowe wnętrza służyły loży masońskiej Wolność Odzyskana. Jednym z jej założycieli był związany krótko z Lublinem Walerian Łukasiński, współzałożyciel Wolnomularstwa Narodowego, a także współorganizator Narodowego Towarzystwa Patriotycznego. Później mieścił się w nim Sąd Kryminalny.
Pałac Konsystorski wystawiono na początku XVII wieku, dla chorążyny lubelskiej Suchodolskiej, która utrzymywała w nim drukarnię braci polskich, a może i zbór. Od 1852 r. wraz z Pałacem Biskupim przeszedł na własność kurii biskupiej. Cały kompleks był kilkakrotnie przebudowywany. W tym samym też czasie wzniesiono kaplicę łączącą oba budynki.

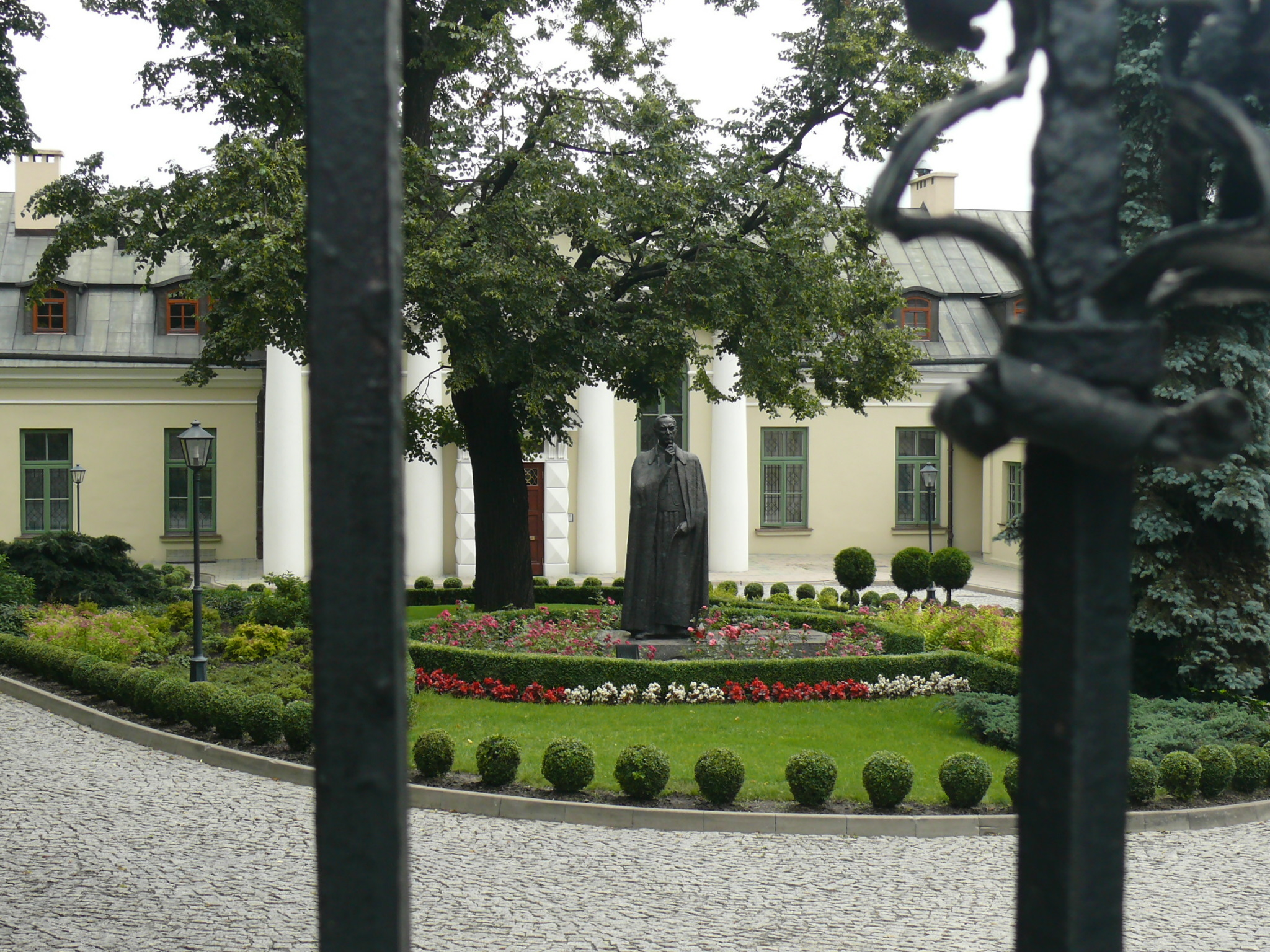
pomnik Prymasa

Jednym z biskupów zamieszkujących pałac był Stefan Wyszyński, późniejszy prymas Polski. Biskupem lubelskim był w latach 1946–1948. Na jego pamiątkę w 1996 roku na dziedzińcu przed Pałacem Biskupim stoi pomnik mu poświęcony.
Jest to jeden z dwóch pomników w Lublinie przedstawiających tę postać. Drugi znajduje się na dziedzińcu Katolickiego Uniwersytetu Lubelskiego im. Jana Pawła II.